# Erromenus rufifemur
Erromenus rufifemur är en stekelart som beskrevs av Lee och Cha 1993. Erromenus rufifemur ingår i släktet Erromenus och familjen brokparasitsteklar. Inga underarter finns listade i Catalogue of Life.